# Koboltviolett
Koboltviolett är ett vanligt namn på några violetta pigment innehållande kobolt.

## Toxicitet
Kobolt är giftigt, och till skillnad från spinellpigmenten, som sluter in metallen, är den tillgänglig i dessa pigment som därför också måste betraktas som giftiga. Inhalation, inandning, av pigmenten innebär särskilt hög skaderisk. Man bör alltså iaktta försiktighet, framförallt om man hanterar rent pigmentpulver.
Extra stor försiktighet gäller förstås vid hantering av koboltarsenat, som innehåller arsenik och är mycket giftigt; det används därför sällan idag.

## Pigment Violet 14
C.I. Pigment Violet 14 (77360, 77362), koboltfosfat Co3(PO4)2, är ofta måttligt mörkt med viss rödton, men det finns flera varianter, från ljust rödviolett till mörkt blåviolett.
Pigmentet togs fram 1859 av Jean Salvétat som ersättning för det giftiga koboltarsenatpigmentet. Det är dock dyrt och det förekommer flera alternativa, imiterande konstnärsfärger på marknaden.

## Pigment Violet 47
C.I. Pigment Violet 47 (77363), koboltlitiumfosfat CoLiPO4, har rödviolett ton.

## Pigment Violet 49

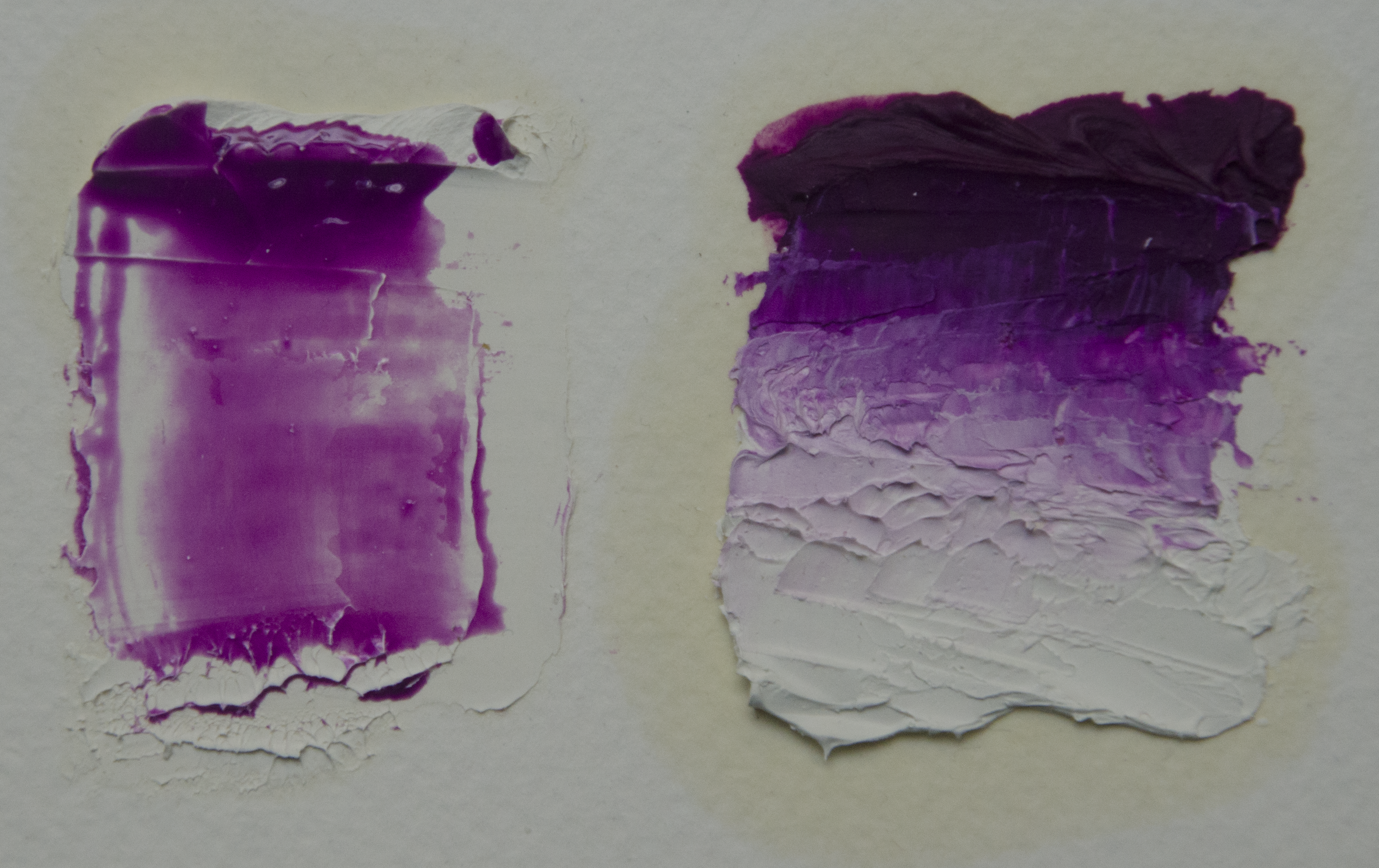
C.I. Pigment Violet 49
i olja på zinkvitt.

C.I. Pigment Violet 49 (77362), koboltammoniumfosfat CoNH4PO4, har mycket likheter med PV14, det är ofta måttligt mörkt med viss rödton, men det finns varianter från ljust rödviolett till mörkare blåviolett.

## Koboltarsenat
Koboltarsenat (77350), Co3(AsO4)2, är ganska ljust och ofta rödtonat. Det framställdes första gången 1803 av Louis Jacques Thénard, ur mineralet erytrit. Det är troligt att magnesium till viss del substituerat kobolt i de använda pigmenten, så att en andel bestått av magnesiumkoboltarsenat, Mg2Co(AsO4)2.
Koboltarsenat är mycket giftigt, eftersom det innehåller arsenik, och har efter hand ersatts av andra pigment.